# 穆罕默德體育會 (達卡)
穆罕默德體育會（Mohammedan Sporting Club）是一支位於孟加拉達卡的職業足球會，目前於孟加拉足球超級聯賽角逐
。該俱樂部成立於1936年，是孟加拉國中最古老且最成功的俱樂部之一，在孟加拉國足球領域擁有遍布全國的支持者群體。
穆罕默德體育會足球部門於1936年俱樂部成立後不久便開始運作。在早期球隊迅速確立了自己作為全國頂級俱樂部之一的地位。在1940年代和1950年代足球隊迎來了黃金時代，贏得眾多本地錦標賽，並在國內足球界建立了統治性地位。
在1950年代和1960年代，該俱樂部在全國性錦標賽中取得顯著的成功，包括達卡甲級足球聯賽（Dhaka First Division）以及各種地區性比賽，成為孟加拉國足球卓越的象徵。俱樂部擁有熱情的球迷群體，他們以堅定的支持著稱，這在多年來對莫哈莫丹的成功起到了關鍵作用。
數十年來，穆罕默德體育會一直是孟加拉國超級聯賽的頂級競爭者，經常爭奪冠軍並取得令人難忘的勝利。該隊還是歷史悠久的達卡德比（Dhaka Derby）的主要力量，這場與達卡阿巴罕尼足球會的激烈競爭仍然是全國最受期待的足球比賽之一。

## 榮譽

### 聯賽
- 孟加拉超級聯賽
  - 冠軍 (1次): 2024–25
- 達卡甲級聯賽/超級聯賽
  - 冠軍 (19次): 1957, 1959, 1961, 1963, 1965, 1966, 1969, 1975, 1976, 1978, 1980, 1982, 1986, 1987, 1988–89, 1993, 1996, 1999, 2002[5]
- 國家聯賽
  - 冠軍 (2次): 2001–02, 2005–06

## 亞足聯賽事表現
亞洲球會錦標賽/亞足聯冠軍聯賽：6次參賽
- 1987：資格賽
- 1988–89：準決賽聯賽階段
- 1989–90：資格賽
- 1990–91：八強
- 1991：小組賽
- 1997–98：第一輪

亞洲盃賽冠軍盃：4次參賽
- 1990–91：第二輪
- 1992–93：中間輪
- 1993–94：第二輪
- 1996–97：第二輪

亞足聯盃：1次參賽
- 2006：小組賽

## 外部連結
- 官方网站  (存檔 2018年10月23日)
- Mohammedan SC (Dhaka) 在 BD League
- 穆罕默德體育會的Facebook專頁